# Лагкуті Сергій Олегович
Сергій Олегович Лагкуті (нар. 24 квітня 1985; Сімферополь, Кримська область, УРСР) — український шосейний і трековий велогонщик, який виступає на професійному рівні від 2007 року. Двічі бронзовий призер чемпіонатів Європи на треку, переможець і призер етапів трекового Кубка світу, чемпіон України на шосе в перегонах із роздільним стартом, переможець декількох одноденних і багатоденних перегонів, зокрема, Туру озера Цинхай, Туру Болгарії, Race Horizon Park, Кубка мера та ін. Майстер спорту України міжнародного класу.

## Життєпис
Народився 24 квітня 1985 року у місті Сімферополі Кримської області Української РСР. Проходив підготовку у сімферопольській Спеціалізованій дитячо-юнацькій спортивній школі олімпійського резерву з велоспорту № 1, пізніше — в республіканській Школі вищої спортивної майстерності під керівництвом заслуженого тренера Володимира Черченка.
Професійну кар'єру розпочав 2007 року в новоствореному донецькому клубі ISD. Брав участь у багатоденних перегонах «Польща-Україна», де зумів виграти стартовий етап.
2008 року більше уваги приділяв треку, здобув перемогу в командних перегонах переслідування на етапі Кубка світу в австрійському Вельсі, тоді як на етапі в Мельбурні став у цій дисципліні бронзовим призером.
2009 року виграв шостий етап Туру Болгарії, здобув бронзову медаль на етапі Кубка світу в Манчестері — цього разу в програмі скретчу.
На трековому чемпіонаті світу 2010 року в Копенгагені посів 16 місце в заліку медісону, тоді як на чемпіонаті Європи в польському Прушкові спільно з Михайлом Радіоновим здобув у тій самій дисципліні бронзу. Крім цього, успішно проїхав багатоденку Bałtyk-Karkonosze та «Тур Болгарії», фінішував третім на чемпіонаті України в розділі критеріуму.
2011 року виграв другий етап Меморіалу Ігоря Карпенка в Білорусі, брав участь у трековій світовій першості в Апелдорні — стартував тут у медісоні, перегонах за очками, командному переслідуванні, проте в жодній із цих дисциплін потрапити до числа призерів не зміг.
На трековій європейській першості 2012 року в Паневежисі виграв бронзову медаль у перегонах за очками, поступившись лише італійцеві Елії Вівіані та росіянину Кирилу Свєшнікову. Також став бронзовим призером національної першості у перегонах із роздільним стартом, закрив десятку найсильніших у заліку традиційних перегонів Race Horizon Park у Києві. Фінішував першим на четвертому етапі «Туру Болгарії».
2013 року приєднався до української континентальної команди Kolss, за яку виступав упродовж багатьох наступних років. Найвизначніші досягнення на міжнародній арені в цей період — перемога в генеральній класифікації Туру озера Цинхай, перемога в генеральній класифікації Туру України, який проводився вперше, перемога в генеральній класифікації Туру Болгарії, перемога на Кубку мера в Москві. 2013 року на чемпіонаті світу в Мінську став у командних перегонах переслідування чотирнадцятим. Крім цього, 2015 року Лагкуті вперше та єдиний раз здобув перемогу на чемпіонаті України в перегонах із роздільним стартом. 2017 року став переможцем Туру де Рібаса.
За видатні спортивні досягнення відзначений почесним званням «Майстер спорту України міжнародного класу».
Крім українського має також російське громадянство.